# Alain van der Velde
Alain van der Velde (Rijsbergen, 20 oktober 1985) is een Nederlands voormalig beroepswielrenner. Hij is familie van Ricardo van der Velde (jongere broer), Johan van der Velde  (vader) en Theo van der Velde (oom).
Adamou · Athanasiades · Aulas · Brousse · Bruson · Di Lorenzo · Eleftheriades · Fattas · Fournet-Fayard · Genovesi · Georges · Goerov · Ratti · Skettos · Stavrou · Terrenzio · van der Velde · Chaudoy (stagiair) · Di Serafino (stagiair)
Berden · Breyne · Cocquyt · Cornet · De Poortere · De Weer · Dreesen · Dufrasne · Kuyckx · Spragg · Steels · Van Coppernolle · Van De Meent · van der Velde · Van Hoecke · Van Kuik · Van Mechelen · Van Raepenbusch · Vanderaerden · Yates
Cocquyt · Cornet · Cretskens · De Poortere · De Weer · Duijn · Geerts · Helven · Hovelijnck · Hulsmans · Ockeloen · Schets · Spragg · Stubbe · Van Den Bossche · R.van der Velde · A.van der Velde · Van Mechelen · Van Snick · Vanbilsen · Vanderaerden